# 師長町
師長町（もろながちょう）は、愛知県名古屋市瑞穂区の地名。丁目は設定されていない。住居表示未実施地域。

## 地理
名古屋市瑞穂区中央部に位置する。東から北は田辺通、西は萩山町、南は山下通に接する。

## 歴史

### 地名の由来
藤原師長の名に由来する。師長は、平清盛により当時の尾張国井戸田荘に流された人物であるとされる。景勝地であった町内の「琵琶ヶ峰」は、琵琶の名手であった師長が琵琶を弾いたことによる。

### 沿革
- 1932年（昭和7年）8月1日 - 南区弥富町字下山・片手・吾湯市・市ノ正の各一部により、同区師長町1～2丁目が成立[1]。
- 1943年（昭和18年）8月16日 - 弥富町・山下通の一部を編入し、一部が田辺通・山下通に編入される[4]。
- 1937年（昭和12年）10月1日 - 行政区の変更に伴い、昭和区師長町となる[4]。
- 1944年（昭和19年）2月11日 - 行政区の変更に伴い、瑞穂区師長町となる[4]。

## 世帯数と人口
2019年（平成31年）3月1日現在の世帯数と人口は以下の通りである。
| 町丁   | 世帯数  | 人口  |
| ------ | ------- | ----- |
| 師長町 | 166世帯 | 416人 |

### 人口の変遷
国勢調査による人口の推移
| 1950年（昭和25年） | 64人  | [ 5 ]     |  |
| 1955年（昭和30年） | 281人 | [ 5 ]     |  |
| 1960年（昭和35年） | 329人 | [ 6 ]     |  |
| 1965年（昭和40年） | 310人 | [ 6 ]     |  |
| 1970年（昭和45年） | 309人 | [ 7 ]     |  |
| 1975年（昭和50年） | 287人 | [ 7 ]     |  |
| 1980年（昭和55年） | 425人 | [ 8 ]     |  |
| 1985年（昭和60年） | 468人 | [ 8 ]     |  |
| 1990年（平成2年）  | 433人 | [ 9 ]     |  |
| 1995年（平成7年）  | 326人 | [ 10 ]    |  |
| 2000年（平成12年） | 536人 | [ WEB 6 ] |  |
| 2005年（平成17年） | 460人 | [ WEB 7 ] |  |
| 2010年（平成22年） | 492人 | [ WEB 8 ] |  |

## 学区
市立小・中学校に通う場合、学校等は以下の通りとなる。また、公立高等学校に通う場合の学区は以下の通りとなる。なお、小・中学校は学校選択制度を導入しておらず、番毎で各学校に指定されている。
| 番・番地等 | 小学校                                    | 中学校                                    | 高等学校 |
| ---------- | ----------------------------------------- | ----------------------------------------- | -------- |
| 全域       | 名古屋市立弥富小学校 名古屋市立陽明小学校 | 名古屋市立萩山中学校 名古屋市立汐路中学校 | 尾張学区 |

## 施設

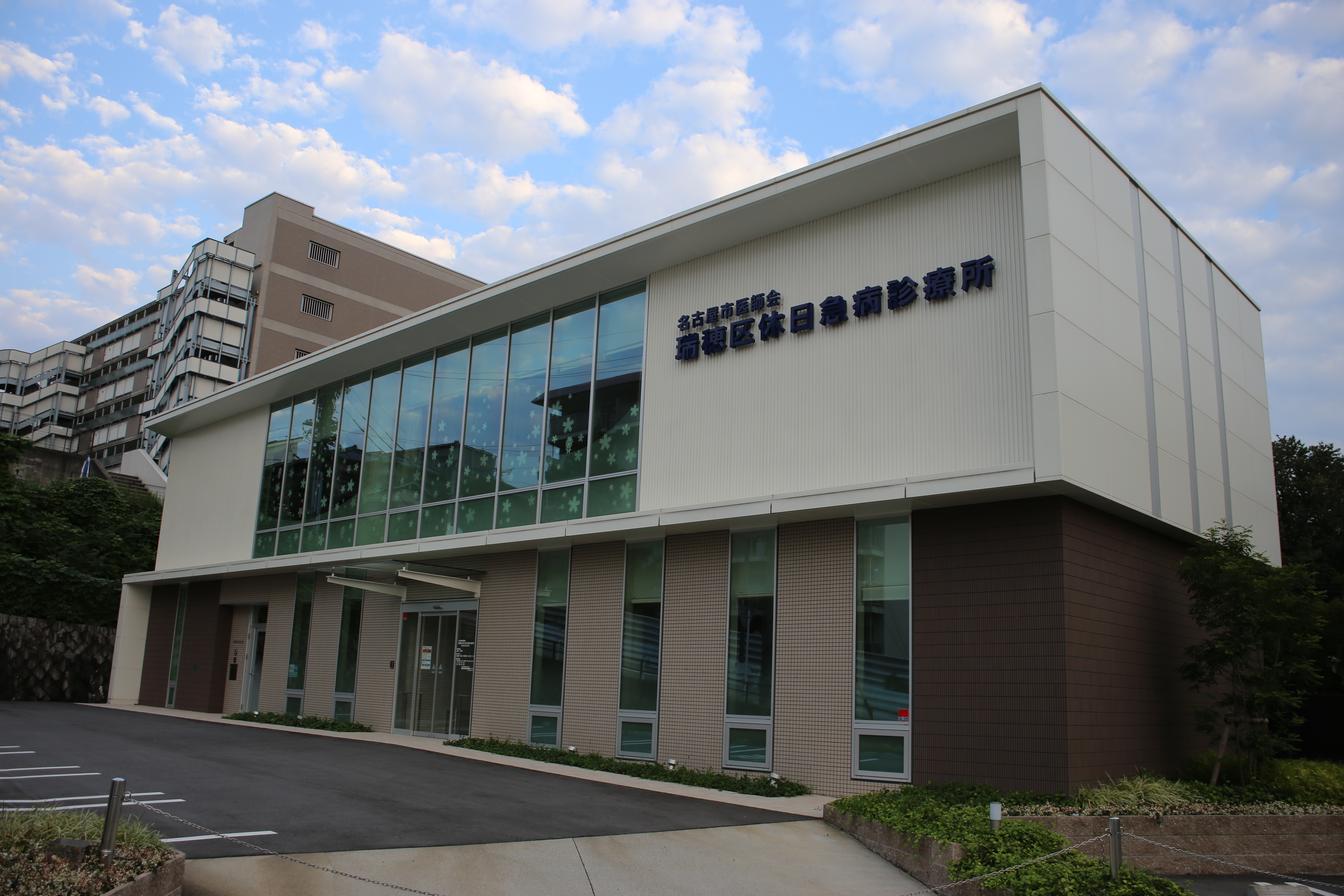
瑞穂区休日急病診療所（2015年9月）

- 弥富コミュニティセンター[2]

1986年（昭和61年）に設置されたコミュニティセンター。
- 瑞穂区休日急病診療所[2]
- 如来教無明洞
- あゆち水万葉歌碑

1936年（昭和11年）4月に横江信行が建立した歌碑で、万葉集所収の歌を刻んでいる。

## その他

### 日本郵便
- 郵便番号 : 467-0061[WEB 3]（集配局：瑞穂郵便局[WEB 12]）。

### WEB
1. ↑  “愛知県名古屋市瑞穂区の町丁・字一覧”.   人口統計ラボ. 2019年3月21日閲覧。
2. 1 2  “町・丁目(大字)別、年齢(10歳階級)別公簿人口(全市・区別)”.   名古屋市 (2019年3月20日). 2019年3月21日閲覧。
3. 1 2  “郵便番号”.  日本郵便. 2019年3月17日閲覧。
4. ↑  “市外局番の一覧”.   総務省. 2019年1月6日閲覧。
5. ↑  名古屋市役所市民経済局地域振興部住民課町名表示係 (2015年2月10日). “瑞穂区の町名一覧”.   名古屋市. 2015年10月8日閲覧。
6. ↑  名古屋市役所総務局企画部統計課統計係 (2005年7月1日). “（刊行物）名古屋の町(大字)・丁目別人口 (平成12年国勢調査) (8)瑞穂区(第1表から第3表)” (XLS). 2015年10月15日閲覧。
7. ↑  名古屋市役所総務局企画部統計課統計係 (2007年6月27日). “（刊行物）名古屋の町(大字)・丁目別人口 (平成17年国勢調査) (8)瑞穂区(第1表から第3表）” (XLS). 2015年10月15日閲覧。
8. ↑  名古屋市役所総務局企画部統計課統計係 (2012年4月22日). “（刊行物）名古屋の町(大字)・丁目別人口 (平成22年国勢調査) (8)瑞穂区(第1表から第3表）” (XLS). 2015年10月15日閲覧。
9. ↑  “市立小・中学校の通学区域一覧”.   名古屋市 (2018年11月10日). 2019年1月14日閲覧。
10. ↑  “平成29年度以降の愛知県公立高等学校（全日制課程）入学者選抜における通学区域並びに群及びグループ分け案について”.   愛知県教育委員会 (2015年2月16日). 2019年1月14日閲覧。
11. ↑  名古屋市役所財政局財政部アセットマネジメント推進室アセットマネジメント推進係 (2017年8月28日). “名古屋市公共施設白書（第2版）資料編 施設カルテ【一般施設】” (PDF).   名古屋市. 2018年3月30日閲覧。
12. ↑  “郵便番号簿 平成29年度版” (PDF).   日本郵便. 2019年3月21日閲覧。

### 文献
1. 1 2  瑞穂区制施行50周年記念事業実行委員会 1994, p. 616.
2. 1 2 3 4  「角川日本地名大辞典」編纂委員会 1989, p. 1522.
3. 1 2 3  名古屋市計画局 1992, p. 403.
4. 1 2 3  名古屋市計画局 1992, p. 802.
5. 1 2  名古屋市総務局企画室統計課 1957, p. 84・85.
6. 1 2  名古屋市総務局企画部統計課 1967, p. 78・79.
7. 1 2  名古屋市総務局統計課 1977, p. 53.
8. 1 2  名古屋市総務局統計課 1986, p. 75・76.
9. ↑  名古屋市総務局企画部統計課 1991, p. 46.
10. ↑  名古屋市総務局企画部統計課 1996, p. 114.
11. ↑  吉田弘 1979, p. 13.

### 統計資料
- 名古屋市総務局企画室統計課 編『昭和31年版 名古屋市統計年鑑』名古屋市、1957年。
- 名古屋市総務局企画部統計課 編『昭和41年版 名古屋市統計年鑑』名古屋市、1967年。
- 名古屋市総務局統計課 編『昭和51年版 名古屋市統計年鑑』名古屋市、1977年。
- 名古屋市総務局統計課 編『昭和60年国勢調査 名古屋の町・丁目別人口（昭和60年10月1日現在）』名古屋市役所、1986年。
- 名古屋市総務局企画部統計課 編『平成2年国勢調査 名古屋の町（大字）別・年齢別人口（平成2年10月1日現在）』名古屋市役所、1994年。
- 名古屋市総務局企画部統計課 編『平成7年国勢調査 名古屋の町（大字）・丁目別人口（平成7年10月1日現在）』名古屋市役所、1996年。